# Unterfladnitz
Unterfladnitz är en ort i kommunen Unterfladnitz i distriktet Weiz i förbundslandet Steiermark i Österrike. Unterfladnitz var tidigare en självständig kommun, men blev den 1 januari 2015 en del av kommunen Unterfladnitz.
Kommunen bestod av sex orter (Ortschaften) (inom parentes invånarantal 1 januari 2024):
- Arndorf bei Sankt Ruprecht an der Raab (263)
- Dietmannsdorf (91)
- Kühwiesen (274)
- Neudorf bei Sankt Ruprecht an der Raab (295)
- Unterfladnitz (327)
- Wollsdorf (511)